# Hologram
Hologram (ホログラム, Horoguramu) é o quinto single da banda japonesa Nico Touches the Walls e o segundo single do álbum Aurora. Foi lançado em 12 de agosto de 2009.
O single é bem conhecido por ser o tema de abertura da segunda temporada do anime Fullmetal Alchemist: Brotherhood se tornando uma das canções mais populares da banda. Além disso, foi usada como tema de encerramento do episódio final de Brotherhood.
O lado B tem duas músicas: "Fujjin" (canção tema do filme Kanikousen, presente no álbum Aurora) e "Aitai kimochi" (uma canção inédita).

## Outras versões
O single tem duas versões: CD-only e CD+DVD, duas versões diferentes do vídeo da música "Hologram" e um CM estará no DVD.
Há também capas alternativas: a capa com uma imagem original e outra com os personagens de Fullmetal Alchemist.

## Posição
O single alcançou a posição de número 11 na Oricon Chart e, atualmente, é o segundo single de maior sucesso da banda (superado apenas por Diver) e o mais vendido até o momento.

## Faixas
1. ."Hologram"
2. ."Fuujin"
3. ."Aitai kimochi"